# Друга ліга Австрії з футболу
Друга ліга Австрії з футболу (нім. 2. Liga) — друга за рангом футбольна ліга Австрії. Чемпіон здобуває путівку до Бундесліги, передостання команда грає перехідні матчі, а найгірші команди вилітають до однієї з регіональних ліг.

## Історія

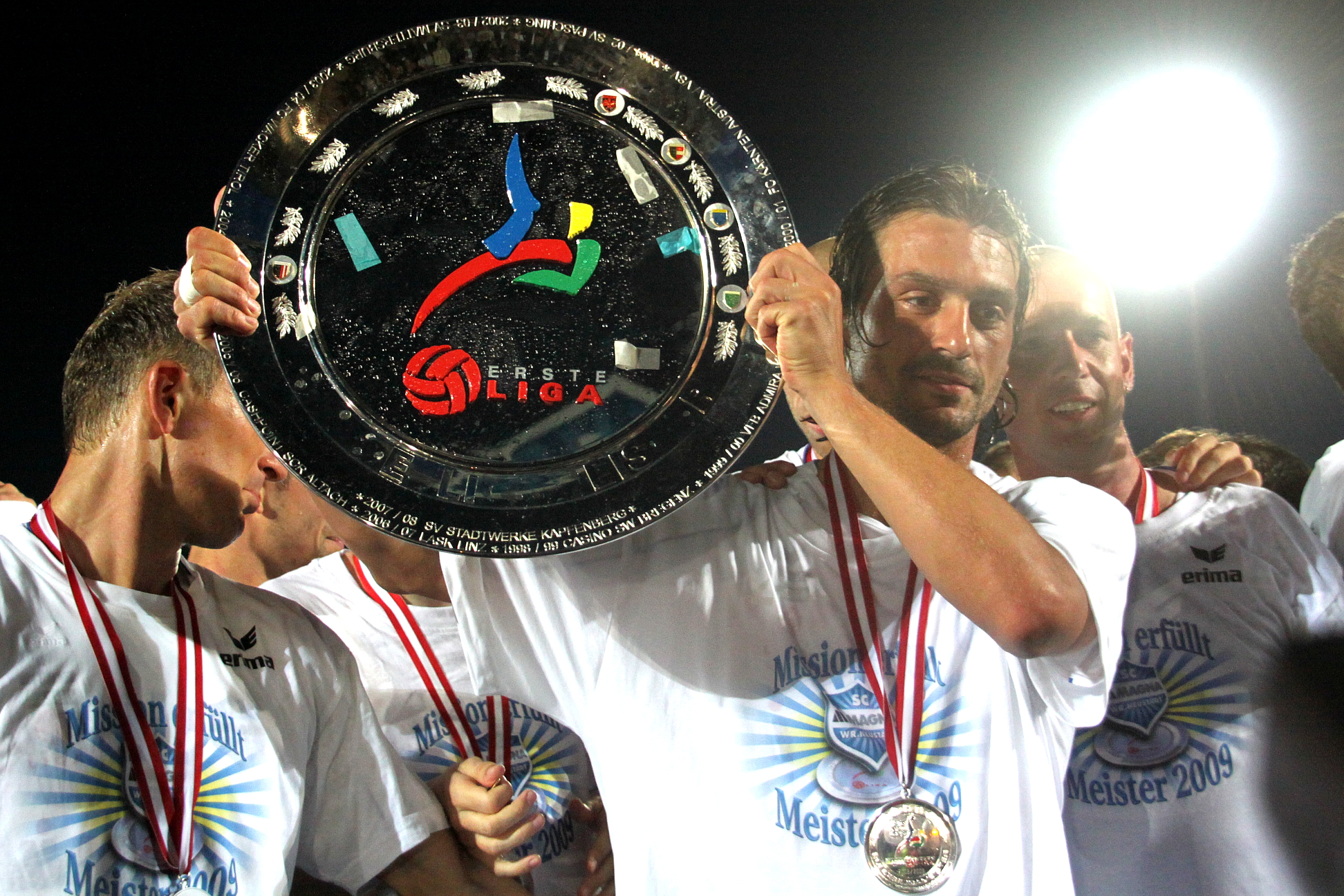
Гравці «Вінер-Нойштадту» з трофеєм Першої ліги. 2009 рік.

Аналог першої ліги існує в австрійському футболі з 1911 року. До 1924 змагання серед клубів обмежувались лише представниками Відня та околицями столиці.
У сезоні 1949/50 відбувається реформа ліги до неї приєднуються клуби інших австрійських земель, зокрема, Бургенланду, Нижньої Австрії, Верхньої Австрії та Штирія.
21 квітня 1974 року відбулась остаточна реформа після чого з'явилась сучасна друга ліга австрійського футболу, яка мала різні назви:
- 1974/75 — Національна ліга (нім. Nationalliga)
- 1975/76 — Другий дивізіон (нім. 2. Division)
- 1993/94 — Другий дивізіон Бундесліги (нім. 2. Division der Bundesliga)
- 1998/99 — Перший дивізіон (нім. Erste Division)
- 2002/03 — Перша ліга (нім. Erste Liga)
- 2018/19 — Друга ліга (нім. 2. Liga)

## Чемпіони
| Список чемпіонів за роками | Список чемпіонів за роками | Список чемпіонів за роками | Список чемпіонів за роками | Список чемпіонів за роками | Список чемпіонів за роками | Список чемпіонів за роками | Список чемпіонів за роками |
| -------------------------- | -------------------------- | -------------------------- | -------------------------- | -------------------------- | -------------------------- | -------------------------- | -------------------------- |
| 1975                       | Грацер                     | 1989                       | Казино СВ                  | 2003                       | Маттерсбург                | 2017                       | ЛАСК                       |
| 1976                       | Ферст Вієнна               | 1990                       | Леобен                     | 2004                       | Ваккер                     | 2018                       | Ваккер                     |
| 1977                       | Вінер Шпорт-Клуб           | 1991                       | Лінц                       | 2005                       | Рід                        | 2019                       | Ваттенс                    |
| 1978                       | Казино СВ                  | 1992                       | Медлінг                    | 2006                       | СК Райндорф Альтах         | 2020                       | Рід                        |
| 1979                       | ЛАСК                       | 1993                       | Грацер                     | 2007                       | ЛАСК                       | 2021                       | Блау-Вайс (Лінц)           |
| 1980                       | Айзенштадт                 | 1994                       | ЛАСК                       | 2008                       | Капфенберг                 | 2022                       | Аустрія (Лустенау)         |
| 1981                       | Ваккер Інсбрук             | 1995                       | Грацер                     | 2009                       | Магна Вінер-Нойштадт       | 2023                       | Блау-Вайс (Лінц)           |
| 1982                       | Каринтія                   | 1996                       | Лінц                       | 2010                       | Ваккер                     | 2024                       | Грацер                     |
| 1983                       | Санкт-Файт-ан-дер-Глан     | 1997                       | Аустрія (Лустенау)         | 2011                       | Адміра Ваккер Медлінг      | 2025                       | Рід                        |
| 1984                       | Шпітталь-ан-дер-Драу       | 1998                       | Форвертс (Штайр)           | 2012                       | Вольфсбергер               | 2026                       |                            |
| 1985                       | САК 1914                   | 1999                       | Шварц-Вайс Брегенц         | 2013                       | Гредіг                     | 2027                       |                            |
| 1986                       | Ферст Вієнна               | 2000                       | Адміра Ваккер Медлінг      | 2014                       | СК Райндорф Альтах         | 2028                       |                            |
| 1987                       | Медлінг                    | 2001                       | Каринтія                   | 2015                       | Маттерсбург                | 2029                       |                            |
| 1988                       | Санкт-Пельтен              | 2002                       | АСКО Пашинг                | 2016                       | Санкт-Пельтен              | 2030                       |                            |